# Phymatolithon purpureum
Phymatolithon purpureum (P.L.Crouan & H.M.Crouan) Woelkerling & L.M.Irvine, 1986  é o nome botânico  de uma espécie de algas vermelhas  pluricelulares do gênero Phymatolithon, subfamília Melobesioideae.
- São algas marinhas encontradas na Europa, Ilhas Cabo Verde, África do Sul, Rússia e Myanmar.

## Sinonímia
= Lithothamnion purpureum    P.L. Crouan & H.M. Crouan, 1867
= Lithothamnion polymorphum f. papillatum    Foslie, 1895
= Lithothamnion polymorphum f. tuberculatum    Foslie, 1895
= Lithothamnion polymorphum f. validum    Foslie, 1895
= Phymatolithon polymorphum    (Linnaeus) Foslie, 1898
= Phymatolithon polymorphum f. sublaeve    Foslie, 1905
= Phymatolithon polymorphum f. tuberculatum    (Foslie) Foslie, 1905
= Phymatolithon polymorphum f. validum    (Foslie) Foslie, 1905
= Lithothamnion polymorphum f. intermedium    Foslie, 1908
= Lithothamnion polymorphum f. sublaeve    (Foslie) A.Zinova, 1955